# Jan van Coninxloo
Jan van Coninxloo II, ou Jan van Coninxloo le Jeune, né vers 1489 et décédé après 1546 est un peintre de la Renaissance de sujets religieux.

## L'Œuvre peint
- "Légende de sainte Anne", daté de 1546,
- "Les noces de Cana" vers 1550
- "Sainte Parenté"